# Сімашкевич Микола Васильович
Микола Васильович Сімашкевич (9 травня 1875, с. Кошаринці Ольгопільського повіту Подільської губ.— 31 серпня 1938, Київ) — український педагог. Член Української Центральної Ради.
Жертва сталінського терору. 

## Біографія
Народився у родині православного псаломника в с. Кошаринці (нині село Бершадського району Вінницької обл.). 
Закінчив історико-філологічний факультетт Петербурзького університету (1902) з дипломом 1-го ст. 1911 вступив до Конституційно-демократичної партії. Учителював у київській приватній гімназії В.Науменка, де в нього навчалися М.Рильський, майбутній академік АН СРСР М.Алексєєв та ін. Член Українського педагогічного товариства, член Української Центральної Ради від учительських організацій. Віце-директор департаменту середніх шкіл міністерства освіти (1918—19). Приятелював з митцем, міністром УНР Петром Холодним. Із 1919 до кінця 1923 перебував у Баришівці. Ставши директором соціально-економічного технікуму (колиш. Баришівської гімназії) й одночасно баришівської семирічки, зміцнив учительський персонал добрими педагогами-киянами (М.Зеров, О.Бургардт; див. Юрій Клен). 
Повернувся до Києва, призначений завідувачем дитячого будинку Південно-західної залізниці. Був двічі заарештований (1930, 1933). У 1930-х рр. викладав укр. мову й літературу на Київському індустріальному робітфаку.
26 січня 1938 ув’язнений втретє. Засуджений за рішенням "трійки" до смерті з конфіскацією майна.
Страчений у м. Київ у тюрмі. Місце поховання невідоме.
Під час перевірки справи 1959 слідчий відділу Управління КДБ при РМ УРСР по Київській області капітан Слинько підтвердив обґрунтованість обвинувачення. Згодом реабілітований.
Не називаючи його на ім’я, поетичні спогади про С. залишив М.Рильський ("Мандрівка в молодість"). У сучасному літературознавстві це лишається невідомим.
Син Лев, студент Київського політехнічного інституту (1905 — 26 листопада 1921), був розстріляний Київською губернською ЧК за участь у керівництві повстанським комітетом. Його загибель вплинула на творчість М.Зерова тих років. Дочка — художник театру й кіно Милиця (Майя) Миколаївна (1900—76).